# Basta con la guerra... facciamo l'amore
Basta con la guerra...facciamo l'amore è un film del 1974 diretto da Andrea Bianchi.

## Trama
Un militare si trova a dover ospitare un nipote e scopre che sta in seminario. Costernato dalla notizia si convince che sia omosessuale e cerca di fargli cambiare idea. Chiede quindi alla moglie di sedurlo ma il nipote sembra imperturbabile. Quando però il nipote sta per cedere alle lusinghe della zia, il militare diventa insicuro nei confronti del giovane ed atletico nipote e cerca di fermarli ma nel farlo cade da una scala e muore. Il film si conclude con il suo funerale mentre la zia ed il nipote vivono assieme